# چومان (اربیل)
چومان (کردی: Çoman، چۆمان، عربی: جومان) یک شهر در استان اربیل ناحیه کردستان عراق کشور عراق لست.
این شهر مرکز شهرستان چومان است.
این شهر در ۱۶۰ کیلومتری شمال‌شرقی شهر اربیل جای دارد.